# Josquinus ab Holtzen
Josquinus ab Holtzen, także Josquin ab Holtzen (zm. 1657 w Ratzebuhr, obecnie Okonek) – niemiecki kompozytor okresu baroku.
Od 1631 roku pełnił funkcję kantora w Białogardzie (niem. Belgard). Wcześniej związany był z innymi miastami Pomorza.

## Twórczość
Jedną z niewielu zachowanych kompozycji jest utwór weselny Thalassio in nuptiarum honorem et salutatem: Dilectus meus. Tekst stanowią fragmenty drugiego rozdziału Pieśni nad pieśniami. Utwór napisany jest na chóralny czterogłos, polifoniczne zwrotki przeplatane są homofonicznym refrenem z towarzyszeniem dwóch skrzypiec:
„Dilectus meus loquitur mihi: Surge, propera, amica mea, columba mea, formosa mea, et veni!” – „Miły mój odzywa się i mówi do mnie: Powstań, przyjaciółko ma, piękna ma i pójdź!”
Utwór znajduje się w zbiorach Książnicy Pomorskiej im. Stanisława Staszica w Szczecinie.